# 余杰恩
余杰恩（英語：Yu Jie En，1998年3月28日—），臺灣男演員，出身於桃園市，2021年因參與 BL 偶像劇《約·定》而為人熟悉，現為星發現娛樂旗下藝人。

## 簡歷
余杰恩從小在桃園市長大，小學三年級已開始學習爵士鼓，希望將來能夠踏足演藝圈。他畢業於銘傳大學資訊傳播學系，在學期間曾隨校內樂團參加公開比賽，亦曾演出校內微電影和拍攝飲料廣告。2019年參演網路劇 《家教哥哥來我家》，並正式進入演藝圈。2020年，簽約成為星發現娛樂旗下藝人，2021年服兵役和參與 KKTV、Vidol 和 SPO 共同出品的 BL 偶像劇《約·定》，在劇中飾演「午思齊」一角而為人熟悉。

## 演出作品

### 電視劇 / 網路劇
| 首播                | 劇名                  | 角色   |
| ------------------- | --------------------- | ------ |
| Vidol               |                       |        |
| 2019年              | 家教哥哥來我家        | 余杰恩 |
| KKTV、Vidol         |                       |        |
| 2021年              | 約·定                 | 午思齊 |
| Netflix、GagaOOLala |                       |        |
| 2024年              | 某某                  | 螃蟹   |
| 2025年              | 第一次遇見花香的那刻2 | 大腳   |
| MyVideo             |                       |        |
| 2025年              | 聰明鎮                |        |
| 2026年              | 向流星許願的我們      |        |

### 電影 / 微電影
| 首映   | 電影名             | 角色   |
| ------ | ------------------ | ------ |
| 2018年 | 妳被寫在我的小說裡 | 余杰恩 |
| 2025年 | 進行曲             | 邱太成 |

### 廣告
- 2019年：老虎牙子「小人通通OUT！看透職場惡勢力，氧氣幫你明視力！」[5]
- 2019年：GOGORO「Choose Better.」[6]

### 音樂錄影帶
| 年份   | 歌名                                  | 演唱者 |
| 2023年 | 《癡心無名氏 （页面存档备份，存于）》 | 艾薇   |

## 外部連結
- 余杰恩 JN的Facebook專頁
- 余杰恩的Instagram帳戶
- 余杰恩的X（前Twitter）
- 余杰恩的新浪微博
- 余杰恩的Dcard （页面存档备份，存于）